# Espansine
Le espansine sono particolari proteine che permettono l'estensione della parete cellulare degli organismi vegetali.
Sono proteine che, assieme all'enzima xiloglicano endotransglicosilasi (XET), agiscono sul rilassamento parietale delle piante in accrescimento primario.
Le espansine catalizzano rotture dei legami idrogeno fra le microfibrille e le emicellulose. 
La parete primaria (parete cellulare in distensione) è formata per lo più da molecole di cellulosa che sono tenute assieme da microfibrille al cui interno vi sono decine di lamine piane contenenti cellulosa.
Al momento dell'estensione della pianta, dunque della parete primaria, vi è la rottura di legami a ponti idrogeno e la riformazione degli stessi con la differenza dei nuovi aggregamenti tra xiloglicani e microfibrille.